# Jakob Tholund
Jakob Tholund (* 29. August 1928 in Goting; † 8. März 2022 in Kiel) war ein deutscher Gymnasiallehrer und Schriftsteller in Nordfriesland.

## Leben
Tholund wurde als Sohn eines Lehrers auf der Insel Föhr geboren. Er studierte Philosophie, Theologie, Literaturwissenschaft und Geschichte in Kiel und Freiburg. Anschließend unterrichtete er an Gymnasien in Wyk auf Föhr, Flensburg und St. Peter-Ording. Er kehrte 1964 nach Wyk zurück und leitete ab 1965 das Gymnasium Insel Föhr, bis er 1990 pensioniert wurde.
Jakob Tholund ist Autor zahlreicher Schriften, beispielsweise zu seiner Heimatinsel Föhr, und engagierte sich ehrenamtlich in vielen Positionen der friesischen Bewegung. Tholund sprach Fering.
Bis zu ihrem Tod im Jahr 2013 war er mit Renate Tholund verheiratet.

## Auszeichnungen und Ehrungen
- 1990 Offizier des Ordens von Oranien-Nassau
- 1991 Bundesverdienstkreuz am Bande
- 1996 Hans-Momsen-Preis